# Keramosphaera
Keramosphaera es un género de foraminífero bentónico de la familia Keramosphaeridae, de la superfamilia Soritoidea, del suborden Miliolina y del orden Miliolida. Su especie tipo es Keramosphaera murrayi. Su rango cronoestratigráfico abarca el Holoceno.

## Clasificación
Keramosphaera incluye a las siguientes especies:
- Keramosphaera allobrogensis
- Keramosphaera iranica
- Keramosphaera murrayi
- Keramosphaera tergestina

Otra especie considerada en Keramosphaera es:
- Keramosphaera irregularis, aceptado como Glomospira irregularis